# Leeland
Leeland är ett kristet rockband från Baytown i Texas. Bandet består numera av syskonen Leeland Mooring (sångare, gitarr), Shelly Roberts (bas, kör) och Jack Mooring (piano, kör), samt Mike Smith (trummor) och Casey Moore (gitarr, kör) vilka är vänner till Leeland. Bandet bildades 2004, men sångaren Leeland Mooring hade skrivit låtar tidigare. Ursprungligen ingick Jeremia Wood i bandet, han lämnade det i slutet av 2006, och ersattes av gitarristen Matt Campbell våren 2007. Bandets senaste album är THE GREAT AWAKENING som kom ut 2011.

## Diskografi
- Sound of melodies (2006)
- Opposite way (2008)
- Love is on the move (2009)
- The great awkening (2011)